# 코비시스타트
코비시스타트(Cobicistat)(상품명 Tybost®)는 인간 면역 결핍 바이러스 감염(HIV/AIDS) 치료에 사용되는 약물이다. 주요 작용기전은 인간CYP3A를 억제하는 것이다.
리토나비르(ritonavir)(Norvir®)와 마찬가지로 코비시스타트(Cobicistat)는, HIV치료에 사용되는 다른 약물(특히 HIV 인테그레이즈 억제제인 엘비테그라비르(Elvitegravir))을 대사하는 간 효소를 억제하는 능력으로 관심을 많이 받고있다. 코비시스타트(Cobicistat)와 엘비테그라비르(Elvitegravir)의 병용함으로써, 엘비테그라비르(Elvitegravir)는 체내에서 더 낮은 용량으로 더 높은 농도가 되어, 이론적으로는 엘비테그라비르(Elvitegravir)에 의한 바이러스 억제를 향상시키면서도 부작용은 줄인다. HAART에서 사용하도록 승인된 유일한 다른 부스터인 리토나비르(ritonavir)와는 달리, 코비시스타트(Cobicistat)는 고유한 항HIV활성이 없다.
코비시스타트(Cobicistat)는 세 네가지 약물의 고정용량 복합제인 HIV치료제다. 첫번째로, 엘비테그라비르(Elvitegravir)/코비시스타트(Cobicistat)/엠트리시타빈(emtricitabine)/테노포비르 디소프록실(tenofovir disoproxil)은 스트리빌드(Stribild )로 시장에 판매되었고, 미국에서 2012년 8월에 FDA로부터 승인을 받았다. 두번째로, 엘비테그라비르(Elvitegravir)/코비시스타트(Cobicistat)/엠트리시타빈(emtricitabine)/테노포비르 알라페나미드(tenofovir alafenamide)는 젠보야(Genvoya)로 시장에 판매되었고, 미국에서 2015년 11월에 FDA로부터 승인을 받았다. 스트리빌드(Stribild)와 젠보야(Genvoya)둘 다는 길리어드 사이언스가 소유하고 있다. 세번째, 코비시스타트(cobicistat), 다루나비르(darunavir), 엠트리시타빈(emtricitabine), 테노포비르 알라페나미드(tenofovir alafenamide)는 시장에서 심투자(Symtuza)로 판매되었고 2018년 7월 FDA승인을 받았고, 제약사 얀센의 소유이다.
추가적으로, 코비시스타트(Cobicistat)와 프로테이스 억제제 다루나비르 (다루나비르/코비시스타트(Cobicistat); 제약사 얀센의 Prezcobix)의 고정용량 복합제와, 코비시스타트(Cobicistat)와 프로테이스 억제제인 아타자나비르 (아타자나비르/코비시스타트(Cobicistat);브리스톨-마이어스 스큅의 Evotaz)의 고정용량 복합제가 있다. Prezcobix 와 Evotaz는 모두 2015년 1월에 FDA로부터 승인을 받았다.
코비시스타트(Cobicistat)는 시토크롬 P450 3A(중요한 아형 CYP3A4 포함)의 강력한 억제제이다. 또한  장 수송단백질을 억제하여 아타자나비르, 다루나비르, 테노포비르 알라페나미드를 포함해 특정 HIV약물의 전체 흡수를 증가시킨다.

## 화학적 특성
코비시스타트(Cobicistat)는 발린 잔기가 2-morpholinoethyl로 변경되고, 백본의 하이드록시기가 제거된 리토나비르(ritonavir)의 유사체이다. 이러한 변화는 CYP3A계열의 동종 효소에 대한 억제 효과를 유지하면서, 리토나비르(ritonavir)의 항 HIV활성을 효과적으로 제거하였다. 그러므로 코비시스타트(Cobicistat)는 HIV바이러스의 코비시스타트(Cobicistat) 내성 돌연변이를 유발할 위험없이, 동시에 투여되는 다른 항HIV약물의 혈장동도를 증가시킨다.

### 합성
코비시스타트(Cobicistat)는 상업적으로 구매가능한 몇몇 물질로부터 합성할 수 있다. 아래 표시된 합성은 L-메티오닌과 브로모아세트산을 출발물질로 사용한다.

## 발견 및 개발
코비시스타트(Cobicistat)는 리토나비르(ritonavir)와 데옥시리토나비르를 선도물질로 사용하는 구조-활성 상관관계 연구를 기반으로 개발되었다. 이 연구는 길리어드 사이언스사의 과학자들에 의해 수행되었으며 리토나비르(ritonavir)를 HIV에 활성이 없는 강력한 CYP3A억제제로 전환하는데 성공하였다. 코비시스타트(Cobicistat)는 CYP1A, CYP2C 동종효소에 비해, CYP3A동종효소계열(IC50 0.15 μM)의 강력한 선택적 억제를 보여준다. 코비시스타트(Cobicistat)는 구조-활성 상관관계 연구를 통해 개발되었기 때문에, CYP3A에 대한 결합은 여전히 잘 알려져 있지 않다.; 그러나 CYP3A4와 리노타비르 유사체 간의 단백질-리간드 상호작용에 대한 연구는 CYP3A4잔기 아이소류신369, 알라닌370, 메티오닌371, 아르기닌105, 세린119가 리토나비르(ritonavir) 유사체에 의한 CYP3A4의 억제에 중요한 역할을 한다는 것을 보여준다.